# Кубок угорської ліги з футболу
Кубок угорської ліги з футболу (угор. Ligakupa) — кубкове футбольне змагання, що проводилося щорічно з 2007 до 2015 року серед команд Чемпіонату Угорщини з футболу. Переможець не отримував путівку до єврокубків.

## Правила турніру
Команди-учасниці (як правило, 16, хоча буває 24 або 32) розділені на групи за географічним принципом. Із кожної групи виходять по дві команди до наступного раунду, потім за системою плей-оф проводяться матчі між командами, які пройшли далі. У кожному раунді команди грають вдома і на виїзді, переможець за сумою двох зустрічей виходить до наступного раунду. Команда, яка перемогла у фіналі, стає володарем Кубка. У двох розіграшах фінал складався з двох матчів.

## Учасники
У першому розіграші кубка виступали як команди Першого Угорського національного чемпіонату, так і Угорського національного чемпіонату II. Число учасників змінювалось від 16 до 24 або 32 команд — це залежало переважно від того, скільки команд вибуло з тієї чи іншої ліги. В останньому сезоні кубка до виступів були допущені команди обох ліг чемпіонату Угорщини.

## Фінанси
Призові за перемогу в кубку становили приблизно 20 мільйонів форінтів (більш як 64 тисячі євро), але це не зробило турнір популярним ні серед гравців, ні серед вболівальників (команди в основному загравали дубль та молодіжний склад). Матчі турниру демонструвались на телеканалі Sport1 протягом трьох років, вартість прав становила 150 мільйонів форінтів. Клуби ж могли заробляти кошти завдяки виступам у кубку виключно від продажу квитків, рівень яких був надзвичайно низьким.

## Фінали
| Сезон   | Переможець  | Рахунок   | Фіналіст |
| ------- | ----------- | --------- | -------- |
| 2007/08 | Відеотон    | 1:0 / 2:0 | Дебрецен |
| 2008/09 | Відеотон    | 3:1       | Печ      |
| 2009/10 | Дебрецен    | 2:1       | Пакш     |
| 2010/11 | Пакш        | 1:2 / 3:0 | Дебрецен |
| 2011/12 | Відеотон    | 3:0       | Кечкемет |
| 2012/13 | Ференцварош | 5:1       | Відеотон |
| 2013/14 | Діошдьйор   | 2:1       | Відеотон |
| 2014/15 | Ференцварош | 2:1       | Дебрецен |

## Перемоги за клубами
| Клуб        | Переможець           | Фіналіст             |
| ----------- | -------------------- | -------------------- |
| Відеотон    | 3 (2008, 2009, 2012) | 2 (2013, 2014)       |
| Ференцварош | 2 (2013, 2015)       | -                    |
| Дебрецен    | 1 (2010)             | 3 (2008, 2011, 2015) |
| Пакш        | 1 (2011)             | 1 (2010)             |
| Діошдьйор   | 1 (2014)             | -                    |
| Печ         | -                    | 1 (2009)             |
| Кечкемет    | -                    | 1 (2012)             |